# Abadín
Abadín ist eine spanische Gemeinde (Concello) mit 2.217 Einwohnern (Stand: 2024) in der Provinz Lugo im Norden der Autonomen Gemeinschaft Galicien.

## Geografie
Die Gemeinde befindet sich in der Comarca Terra Chá und wird von den Bergrücken Xistral und Neda und den Flüssen Labrada und Abadín durchzogen. Die durchschnittliche Höhe beträgt ungefähr 500 m. Die höchste Erhebung ist der Lombo Pequeno mit 1015 m.
Im Gemeindegebiet liegen 13 Mámoas.

## Gemeindegliederung
Die Gemeinde Abadín ist in 19 Parroquias gegliedert:
| Parroquias           | Patrozinium          | Einwohner 2024 | Fläche km² | Dichte Einw./km² | Höhe msnm | Ortskennzahl |
| -------------------- | -------------------- | -------------- | ---------- | ---------------- | --------- | ------------ |
| Abadín               | Santa María          | 237            | 2,83       | 84               | 498       | 27001010000  |
| Abeledo              | Santa María          | 111            | 8,62       | 13               | 492       | 27001020000  |
| Aldixe               | San Pedro            | 71             | 5,48       | 13               | 420       | 27001030000  |
| Baroncelle           | Santiago             | 129            | 6,67       | 19               | 473       | 27001040000  |
| Cabaneiro            | San Bartolomeu       | 45             | 3,60       | 13               | 570       | 27001050000  |
| Candia               | San Pedro            | 57             | 4,58       | 12               | 488       | 27001060000  |
| Castromaior          | San Xoán             | 145            | 12,00      | 12               | 476       | 27001070000  |
| Corvite              | San Pedro            | 67             | 8,05       | 8                | 458       | 27001080000  |
| Fanoi                | Santa María Madanela | 95             | 16,71      | 6                | 529       | 27001090000  |
| Fraiás               | San Pedro            | 46             | 3,38       | 14               | 540       | 27001100000  |
| Galgao               | San Martiño          | 59             | 10,84      | 5                | 532       | 27001110000  |
| As Goás              | San Pedro            | 84             | 4,88       | 17               | 498       | 27001120000  |
| A Graña de Vilarente | Santa María Madanela | 174            | 9,53       | 18               | 488       | 27001130000  |
| Labrada              | San Pedro            | 173            | 37,67      | 5                | 563       | 27001140000  |
| Moncelos             | Santiago             | 180            | 6,92       | 26               | 451       | 27001150000  |
| Montouto             | Santa María          | 67             | 22,69      | 3                | 761       | 27001160000  |
| Quende               | Santiago             | 160            | 10,37      | 15               | 525       | 27001170000  |
| Romariz              | San Xoán             | 126            | 15,09      | 8                | 603       | 27001180000  |
| Seivane de Vilarente | San Xoán             | 177            | 6,13       | 29               | 502       | 27001190000  |

## Klima
Das Klima ist geprägt von trockenen Sommern und kalten niederschlagsreichen Wintern. Die mittlere Jahrestemperatur beträgt 10 °C, die Niederschlagsmenge ist mit 1799 mm pro Jahr relativ hoch.

## Wirtschaft
| Ackerbau, Viehzucht und Fischerei                                                  | 208 | 023,91 |
| Industrie                                                                          | 128 | 014,71 |
| Bauwirtschaft                                                                      | 066 | 07,59  |
| Dienstleistungsbetriebe                                                            | 468 | 053,79 |
| Total                                                                              | 870 | 100,00 |
| * Daten aus dem Statistischen Amt für Wirtschaftliche Entwicklung in Galicien, IGE |     |        |

## Persönlichkeiten
- Francisco Elorriaga (* 1947), Radrennfahrer